# Verenigde Staten op de Olympische Zomerspelen 1924
De Verenigde Staten namen deel aan de Olympische Zomerspelen 1924 in Parijs, Frankrijk. Met 99 medailles, waarvan 45 gouden, werd de eerste plaats in het medailleklassement opgeëist.

## Medailles

### Goud
- Atletiek
  - Mannen 110m horden: Daniel Kinsey
  - Mannen 200m: Jackson Scholz
  - Mannen 400m horden: Morgan Taylor
  - Mannen 4x100m estafette: team
  - Mannen 4x400m estafette: team
  - Mannen tienkamp: Harold Osborn
  - Mannen discuswerpen: Bud Houser
  - Mannen kogelslingeren: Fred Tootell
  - Mannen hoogspringen: Harold Osborn
  - Mannen verspringen: William DeHart Hubbard
  - Mannen polsstokhoogspringen: Lee Barnes
  - Mannen kogelstoten: Bud Houser
- Boksen
  - Vlieggewicht: Fidel LaBarba
  - Vedergewicht: Jackie Fields
- Schoonspringen
  - Mannen 10m platform: Albert White
  - Mannen 3m plank: Albert White
  - Vrouwen 10m platform: Caroline Smith
  - Vrouwen 3m plank: Elizabeth Becker-Pinkston
- Turnen
  - Mannen Paardsprong: Frank Kriz
- Roeien
  - Dubbel-twee: Paul Costello en John B. Kelly, Sr.
  - Acht-met-stuurman: team
- Rugby
  - team
- Schieten
  - Mannen 100m rennend hert, enkel schot: John Boles
  - Mannen 25m snelvuurpistool: Henry Bailey
  - Mannen team geweer (400m, 600m, 800m): team
  - Mannen 600m vrij geweer: Morris Fisher
  - Mannen team kleiduiven: team
- Zwemmen
  - Mannen 100m rugslag: Warren Kealoha
  - Vrouwen 100m rugslag: Sybil Bauer
  - Mannen 100m vrije stijl: Johnny Weissmuller
  - Vrouwen 100m vrije stijl: Ethel Lackie
  - Mannen 200m schoolslag: Bob Skelton
  - Mannen 400m vrije stijl: Johnny Weissmuller
  - Vrouwen 400m vrije stijl: Martha Norelius
  - Vrouwen 4x100m vrije stijl estafette: team
  - Mannen 4x200m vrije stijl estafette: team
- Tennis
  - Mannen dubbelspel: Francis Hunter en Vincent Richards
  - Vrouwen dubbelspel: Helen Wills en Hazel Wightman
  - Gemengd dubbelspel: Richard Norris Williams en Hazel Wightman
  - Mannen enkel: Vincent Richards
  - Vrouwen enkel: Helen Wills
- Worstelen
  - Vrije stijl zwaargewicht: Harry Steel
  - Vrije stijl vedergewicht: Robin Reed
  - Vrije stijl lichtgewicht: Russell Vis
  - Vrije stijl halfzwaargewicht: John Spellman

### Zilver
- Atletiek
  - Mannen 100m: Jackson Scholz
  - Mannen 200m: Charles Paddock
  - Mannen 400m: Horatio Fitch
  - Mannen veldlopen: team
  - Mannen tienkamp: Emerson Norton
  - Mannen kogelslingeren: Matt McGrath
  - Mannen hoogspringen: Leroy Brown
  - Mannen verspringen: Edward Gourdin
  - Mannen polsstokhoogspringen: Glen Graham
  - Mannen kogelstoten: Glenn Hartranft
- Boksen
  - Bantamgewicht: Salvatore Tripoli
  - Vedergewicht: Joseph Salas
- Schoonspringen
  - Mannen 10m platform: David Fall
  - Vrouwen 10m platform: Elizabeth Becker-Pinkston
  - Mannen 3m plank: Peter Desjardins
  - Vrouwen 3m plank: Aileen Riggin
- Polo
  - team
- Roeien
  - Skiff: Williams Gilmore
- Schieten
  - 50m geweer liggend: Marcus Dinwiddie
  - 600m vrij geweer: Carl Osburn
- Zwemmen
  - Mannen 100m rugslag: Paul Wyatt
  - Mannen 100m vrije stijl: Duke Kahanamoku
  - Vrouwen 100m vrije stijl: Mariechen Wehselau
  - Vrouwen 200m schoolslag: Agnes Geraghty
  - Vrouwen 400m vrije stijl: Helen Wainwright
- Tennis
  - Gemengd dubbelspel: Vincent Richards en Marion Jessup
- Worstelen
  - Vrije stijl vedergewicht: Chester Newton

### Brons
- Atletiek
  - Mannen team 3000m: team
  - Mannen 400m horden: Ivan Riley
  - Mannen 800m: Schuyler Enck
  - Mannen individueel veldlopen: Earl Johnson
  - Mannen discuswerpen: Thomas Lieb
  - Mannen speerwerpen: Eugene Oberst
  - Mannen marathon: Clarence DeMar
  - Mannen vijfkamp: Robert LeGendre
  - Mannen polsstokhoogspringen: James Brooker
  - Mannen kogelstoten: Ralph Hills
- Boksen
  - Vlieggewicht: Raymond Fee
  - Lichtgewicht: Frederick Boylstein
- Schoonspringen
  - Mannen 10m platform: Clarence Pinkston
  - Mannen 3m plank: Clarence Pinkston
  - Vrouwen 3m plank: Caroline Fletcher
- Paardensport
  - Mannen individueel eventing: Sloan Doak
- Roeien
  - Vier-met-stuurman: team
  - Twee-met-stuurman: team
- Schieten
  - Mannen team 100m rennend hert, enkel schot: team
  - Mannen trap: Frank Hughes
- Zwemmen
  - Vrouwen 100m rugslag: Aileen Riggin
  - Mannen 100m vrije stijl: Samuel Kahanamoku
  - Vrouwen 100m vrije stijl: Gertrude Ederle
  - Mannen 200m schoolslag: William Kirshbaum
  - Vrouwen 400m vrije stijl: Gertrude Ederle
- Waterpolo
  - team
- Worstelen
  - Vrije stijl bantamgewicht: Bryan Hines

## Resultaten

### Voetbal
Resultaten:
- Verenigde Staten 1-0 Estland
- Verenigde Staten 0-3 Uruguay

Selectie:
- Aage Brix
- Sam Dalrymple
- Irving Davis
- William Demko
- Jimmy Douglas

- Harry Farrell

- William Findlay
- Edward Hart
- Raymond Hornberger
- Carl Johnson
- F. Burke Jones
- Jakes Mulholland
- Fred O'Conner
- Arthur Rudd
- Andy Straden
- Herbert Wells
- Coach: George M. Collins

Argentinië · Australië · België · Brazilië · Brits-Indië · Bulgarije · Canada · Chili · Cuba · Denemarken · Ecuador · Egypte · Estland · Filipijnen · Finland · Frankrijk · Griekenland · Groot-Brittannië · Haïti · Hongarije · Ierland · Italië · Japan · Joegoslavië · Letland · Litouwen · Luxemburg · Mexico · Monaco · Nederland · Nieuw-Zeeland · Noorwegen · Oostenrijk · Polen · Portugal · Roemenië · Spanje · Tsjecho-Slowakije · Turkije · Uruguay · Verenigde Staten · Zuid-Afrika · Zweden · Zwitserland